# Orbită (astronomie)
Orbita unui corp ceresc este traiectoria urmată de acel corp prin spațiul cosmic, în jurul unui alt corp sub efectul gravitației. De regulă, termenul orbită se utilizează numai în cazul în care corpul se rotește în jurul unui corp mai masiv sau ansamblu de corpuri și atracția gravitațională a acestora face ca această traiectorie să fie o curbă închisă ori hiperbolică.
Un exemplu clasic este cel al Sistemului Solar, în care Pământul, celelalte planete, asteroizii și cometele sunt pe orbită în jurul Soarelui. Tot așa, planetele pot poseda sateliți naturali pe orbită. În zilele noastre, se află pe orbită, în jurul Pământului mulți sateliți artificiali (7702 la data de 4 mai 2023).
Cele trei legi ale lui Kepler permit determinarea, prin calcul, a mișcării orbitale.

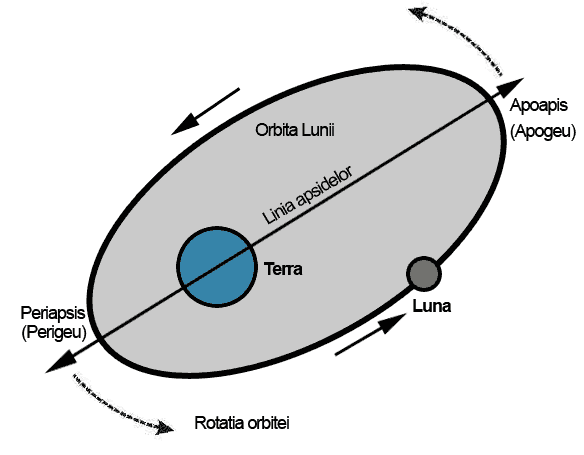
Orbita Lunii în jurul Pământului

## Etimologie și sens matematic
Cuvântul românesc orbită are etimologie binară: latină orbita, -ae și franceză orbite.La rândul său, acest cuvânt francez este un împrumut savant din limba latină, orbita, -ae „linie circulară”, „urma lăsată de roți pe un drum” , derivat al cuvântului orbis, -is, „obiect de formă sferică, circulară”, „cerc”, „mișcare circulară”, „mișcare a aștrilor”.
Inițial termenul orbite era utilizat în matematici pentru a desemna punctele parcurse pe o traiectorie, adică pe o curbă parametrată. Diferența dintre „orbită” și „traiectorie” consistă în faptul că traiectoria exprimă evoluția punctului, în timp ce orbita este un concept „static”. Astfel pentru o traiectorie {\displaystyle f:t\mapsto M(t)}, orbita este mulțimea {\displaystyle \{M(t)|t\in \mathbb {R} \}}.
Prin urmare o orbită poate avea orice formă potrivit dinamicii sistemului studiat, dar cu timpul folosirea termenului s-a restrâns la orbitele închise în astronomie și în astronautică.

## Istorie
Orbitele celor cinci planete ale Sistemul Solar vizibile cu ochiul liber — Mercur, Venus, Marte, Jupiter și Saturn — au fost descrise, vreme îndelungată, pornind de la traiectoria lor aparentă.

## Orbită kepleriană
O orbită kepleriană este orbita unui corp asimilabil unui punct, adică a cărei distribuție a maselor posedă o simetrie sferică, și supus câmpului de gravitație creat de o masă asimilabilă și ea unui punct, acesta din urmă fiind luat ca origine a referențialului. Altfel spus, este orbita unui corp în interacțiune gravitațională cu un singur alt corp, fiecare corp fiind asimilabil unui punct.
Orbita kepleriană a fiecărui corp este o orbită conică, unul dintre focare coincizând cu centrul de masă al celuilalt corp luat ca origine a referențialului.

## Parametrii orbitali
O orbită eliptică este descrisă cu ajutorul a două planuri —planul orbitei și planul de referință — și de șase parametri numiți elemente:
- semiaxa majoră
- excentricitatea
- înclinația
- longitudinea nodului ascendent
- argumentul periastrului
- poziția obiectului pe orbită.

Orbită eliptică

Doi dintre acești parametri (excentricitatea și semiaxa majoră) definesc traiectoria într-un plan, alți trei (înclinația, longitudinea nodului ascendent și  argumentul pericentrului) definesc orientarea planului în spațiu, iar ultimul definește poziția obiectului. Iată descrierea mai detaliată a acestor parametri:
- Semiaxa majoră {\displaystyle a} : jumătatea distanței care separă pericentrul de apocentru (cel mai mare diametru al elipsei). Acest parametru definește marimea absolută a orbitei. Nu are sens, în realitate, decât în cazul unei traiectorii eliptice sau circulare (semiaxa majoră este infinită în cazul unei orbite parabolice sau a unei orbite hiperbolice).

- Excentricitatea {\displaystyle e}: o elipsă este locul punctelor a căror sumă a distanțelor  a două puncte fixe, focarele ({\displaystyle S} și {\displaystyle S'} pe diagramă), este constantă. Excentricitatea măsoară decalajul focarelor în raport cu centrul elipsei ({\displaystyle C} pe diagramă); este raportul distanței centru-focar al semiaxei majore. Tipul traiectoriei depinde de excentricitate:
  - {\displaystyle e=0} : traiectorie circulară
  - {\displaystyle 0<e<1} : traiectorie eliptică
  - {\displaystyle e=1} : traiectorie parabolică
  - {\displaystyle e>1} : traiectorie hiperbolică

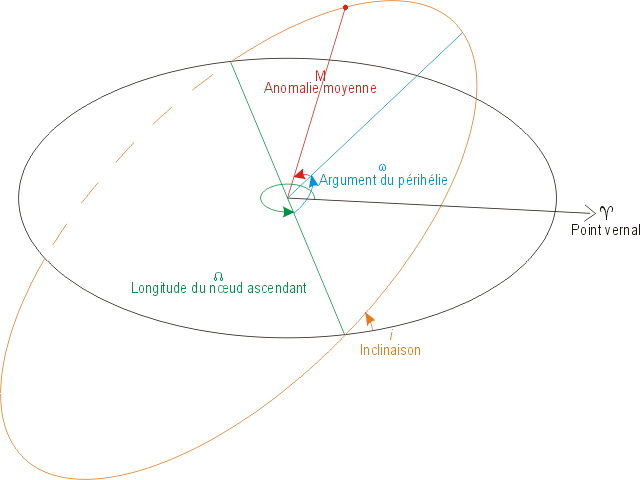
Fig. 1 – Parametrii orbitali

Planul de referință sau planul referențial este un plan care conține centrul de gravitate al corpului principal. Planul de referință și planul orbitei sunt astfel două planuri secante. Intersecția lor este o dreaptă numită linia nodurilor. Orbita taie planul de referință în două puncte, numite noduri. Nodul ascendent este acela prin care corpul trece în traiectorie ascendentă;  celălalt este nodul descendent. 
Trecerea între planul orbital și planul de referință este descris de trei elemente care corespund unghiurilor lui Euler:
- Înclinația, notată cu {\displaystyle i}, care corespunde cu unghiul nutației: înclinația (între 0 și 180 de grade) este unghiul pe care-l face planul orbital cu un plan de referință. Acesta din urmă fiind în general planul eclipticii în cazul orbitelor planetare (planul care conține traiectoria Pământului; în negru în figura 1). Înclinația este unghiul portocaliu din figura 1.

- Longitudinea nodului ascendent, notată cu ☊, care corespunde  cu unghiul precesiei: este vorba de unghiul dintre direcția punctul vernal și linia nodurilor, în planul eclipticii. Direcția punctului vernal (în negru în figura 1) este dreapta care conține Soarele și punctul vernal (punct de reper astronomic care corespunde poziției Soarelui la momentul echinocțiului de primăvară). Linia nodurilor (în verde în figura 1) este dreapta căreia îi aparțin nodurile ascendent (punctul de pe orbită în care obiectul trece pe partea nordică a eclipticii) și descendent (punctul de pe orbită în care obiectul trece pe partea sudică a eclipticii).

- Argumentul periastrului, notat cu {\displaystyle \omega }, care corespunde unghiului de rotație propriu: este vorba despre unghiul format de linia nodurilor și direcția periastrului [dreapta căreia îi aparține steaua (sau obiectul central) și periastrul traiectoriei obiectului], în planul orbital. În figura 1 este în albastru. Longitudinea periastrului este suma longitudinii nodului ascendent și a argumentului periastrului.

Al șaselea parametru este poziția  corpului care orbitează pe orbita sa la un moment dat. Ea poate fi exprimată în mai multe moduri:
- Anomalia medie în epocă, notată cu Mo;
- Anomalia adevărată;
- Argumentul latitudinii.
- Momentul trecerii la periastru: poziția obiectului pe orbită la un moment dat este necesară pentru a se putea prezice poziția pentru orice alt moment. Există două moduri de a da acest parametru. Primul constă în specificarea  momentului trecerii la periastru. Al doilea constă în specificarea anomaliei medii M (în roșu în figura 1) a obiectului pentru un moment convențional (epoca orbitei). Anomalia medie nu este un unghi fizic, ci specifică fracția suprafeței orbitei măturate de linia care unește focarul de obiect după ultima sa trecere la periastru, exprimată sub formă unghiulară. De exemplu, dacă linia care unește focarul de obiect a parcurs un sfert din suprafața orbitei, anomalia medie este {\displaystyle 0,25\times 360}°{\displaystyle =90}°. Longitudinea medie a obiectului este suma longitudinii periastrului și anomaliei medii.

## Perioade
Când se vorbește despre perioada unui obiect, este vorba, în general, despre perioada sa siderală, dar sunt posibile mai multe perioade:
- Perioadă siderală: timpul care se scurge între două treceri ale obiectului în fața unei stele distante. Este perioada „absolută”, în sensul newtonian al termenului.

- Perioadă anomalistică: timpul care se scurge între două treceri ale obiectului la periastrul său. După cum acesta din urmă este în precesie sau în recesie, această perioadă va fi mai scurtă sau mai lungă decât cea siderală.

- Perioadă draconitică: timpul care se scurge între două treceri ale obiectului la nodul său ascendent sau descendent. Ea va depinde, prin urmare, de precesiile celor două planuri implicate (orbita obiectului și planul de referință, în general ecliptica).

- Perioadă tropică: timpul care se scurge între două treceri ale obiectului la ascensia dreaptă zero. Din cauza precesiei echinocțiilor, această perioadă este ușor și în mod sistematic mai scurtă decât cea siderală.

- Perioadă sinodică: timpul care se scurge între două momente în care obiectul ia același aspect (conjuncție, cvadratură, opoziție etc.). De exemplu, perioada sinodică a lui Marte este timpul care separă două opoziții ale lui Marte în raport cu Pământul; cum cele două planete sunt în mișcare, vitezele lor unghiulare relative se scad, iar perioada sinodică a lui Marte se confirmă că este 779,964 d (1,135 ani marțieni).

## Relații între anomalii și raze
În cele ce urmează, {\displaystyle e} este excentricitatea, {\displaystyle T} anomalia adevărată, {\displaystyle E} anomalia excentrică și {\displaystyle M} anomalia medie.
Raza {\displaystyle r} a elipsei (măsurată dintr-un focar) este dată de:
{\displaystyle r=a(1-e\cos(E))=a{\frac {(1-e^{2})}{1+e\cos(T)}}\,\!}
Relațiile următoare există între anomalii:
{\displaystyle M=E-e\sin(E)\,\!}
{\displaystyle \cos(T)={\frac {\cos(E)-e}{1-e\cos(E)}}\,\!}
sau încă
{\displaystyle \tan \left({\frac {T}{2}}\right)={\sqrt {\frac {1+e}{1-e}}}\tan \left({\frac {E}{2}}\right)\,\!}
O aplicație frecventă constă în a găsi {\displaystyle E} pornind de la {\displaystyle M}. Este suficient atunci să se itereze expresia: 
{\displaystyle E_{i+1}={\frac {M-e(E_{i}\cos(E_{i})-\sin(E_{i}))}{1-e\cos(E_{i})}}\,\!}
Dacă se utilizează o valoare inițială {\displaystyle E_{0}=\pi }, convergența este garantată, și este întotdeauna foarte rapidă (zece cifre semnificative în patru iterații).

## Forma orbitei

Orbite circulare a două corpuri de mase diferite în jurul baricentrului lor (crucea roșie).

Considerăm în continuare cazul unui sistem format din două corpuri. În acest caz, traiectoria fiecăruia dintre corpuri, considerată în sistemul de referință în care centrul de masă al sistemului este fix, poate fi:
- un cerc cu centrul în centrul de masă al sistemului;
- o elipsă cu unul dintre focare în centrul de masă al sistemului;
- o parabolă cu focarul în centrul de masă al sistemului;
- una dintre ramurile unei hiperbole cu un focar în centrul de masă.

Într-o primă aproximație, traiectoria unui corp într-un sistem de mai multe corpuri dintre care unul îl influențează mult mai puternic decât celelalte este similară cu cazul unui sistem de două corpuri. Ca urmare, traiectoria unei planete în jurul Soarelui sau a unui satelit natural în jurul planetei este un cerc, o elipsă, o parabolă sau o hiperbolă.
Deoarece termenul de orbită se utilizează de regulă doar pentru orbite închise și deoarece orbita circulară este un caz particular de orbită eliptică, prin orbită se înțelege de cele mai multe ori orbită eliptică

## Elementele orbitei
Apsis este punctul cel mai depărtat sau cel mai apropiat față de orbita eliptică a unui corp ceresc de la centrul său de atracție, care este in general centrul de masă al sistemului.
Punctul cel mai apropiat este denumit periapsis sau pericentru iar punctul cel mai îndepărtat este apoapsis, apocentru sau apapsis.
O linie dreaptă trasă prin periapsis și apoapsis este linia apsidelor, sau linia apsidială. Este axa principală a elipsei, adică dreapta care unește cele două puncte cele mai îndepărtate de centrul său.
Pentru anumite obiecte astronomice există denumiri specifice pentru periapsis și apoapsis, formate din prefixul peri-, respectiv apo- și următoarele sufixe:
| Corp ceresc        | Soare     | Mercur      | Venus         | Pământ         | Lună                  | Marte      | Jupiter                         | Saturn           | Uranus      | Neptun       | Pluto                |
| ------------------ | --------- | ----------- | ------------- | -------------- | --------------------- | ---------- | ------------------------------- | ---------------- | ----------- | ------------ | -------------------- |
| Sufixoid           | -heliu    | -hermion    | -cytherion    | -geu           | -lun -cynthion -selen | -areion    | -zen -jov/-iov                  | -cron -saturniu  | -uranion    | -poseidon    | -hadion -pluto       |
| Exemple            | periheliu | perihermion | pericytherion | apogeu perigeu | perilunar periselenar | periareion | perizen perijovian / periiovian | apocron pericron | periuranion | periposeidon | perihadion peripluto |
| Originea denumirii | Helios    | Hermes      | Cythera       | Gaia           | Luna Selene Cynthia   | Ares       | Jupiter                         | Cronos Saturn    | Uranus      | Poseidon     | Hades Pluto          |

| Stele  | Galaxii     | Baricentru            | Găuri negre        |
| ------ | ----------- | --------------------- | ------------------ |
| -astru | -galacticon | -centru -focus -apsis | -nigricon -melasma |

### Cazuri particulare
Cei mai utilizați termeni sunt perigeu si apogeu, care se referă la orbitele din jurul Pământului și respectiv afeliu (punctul cel mai depărtat de Soare de pe orbita unei planete, a unei comete etc.) și periheliu (punctul în care o planetă sau o cometă, aflate în mișcare în jurul Soarelui, se găsesc cel mai aproape de acesta), care se referă la orbitele din jurul Soarelui.